# Luparense Calcio a 5 2012-2013
Questa pagina raccoglie i dati riguardanti la Luparense Calcio a 5 , squadra di calcio a 5 militante in serie A, nelle competizioni ufficiali della stagione 2012-13.

## Maglie e sponsor
Il partner tecnico per la stagione 2012-2013 è Joma, mentre lo sponsor ufficiale è Alter Ego.
| casa | Trasferta | Terza divisa | Quarta divisa | Coppa Italia |

## Organigramma societario
- Presidente: Pier Antonio Varo
- Presidente onorario: Stefano Zarattini
- Vicepresidente: Gianni Pegorin
- Segretario: Andrea Franceschini
- Consigliere: Federico Pegorin
- Consigliere: Carlo Saccaro
- Consigliere: Paolo Tosin
- Consigliere: Angelo Fiorese
- Consigliere: Davide Graggio
- Consigliere: Gianni Bellon
- Direttore Generale: Fabio Vella
- Medico: Paola D'Ascanio
- Preparatore atletico: Pamela Battistella
- Responsabile Marketing: Massimo Colombo
- Responsabile Comunicazione: Davide Ferracin
- Supervisione contabile: Filippo Grasso
- Logistica e allestimenti: Dario Sabbadin
- Fotografo: Moreno Bertazzo

## Calciomercato

### Sessione estiva
| Francesco Buonanno     | Atletico Arzignano |
| Ricardo Caputo         | Montesilvano       |
| Rogério Mielo          | Acqua e Sapone     |
| Rogério Rocha da Silva | Montesilvano       |
| Guido Secchieri        | Petrarca           |
| Rodrigo Canabarro      | Jaraguá            |
| Gelson Saiotti         | Augusta            |
| Rodrigo Cavicchio      | Potenza            |

| Rodolfo Fortino          | Asti       |
| Vampeta                  | Asti       |
| Miguel Weber             | Cagliari   |
| Rodrigo Canabarro        | Pescara    |
| Pablo de Almeida Ribeiro | svincolato |

### Sessione invernale
| Geison Tolotti | Cogianco |

| Euler           | Qairat       |
| Fabiano Assad   | Pescara      |
| Rogério Mielo   | Verona       |
| Guido Secchieri | New Team FVG |

## Rosa 2012-2013

### Prima squadra
| N° | Naz.                                   | Ruolo      | Sportivo          | Anno     |  |  |
| -- | -------------------------------------- | ---------- | ----------------- | -------- |  |  |
| 1  | Brasile (bandiera)                     | POR        | Rodrigo Cavicchio | 20.04.83 |  |  |
| 6  | Brasile (bandiera)                     | LAT        | Giovani Pedotti   | 09.06.82 |  |  |
| 7  | Argentina (bandiera)                   | LAT        | Gonzalo Abdala    | 11.10.90 |  |  |
| 8  | Brasile (bandiera)                     | LAT        | Rodrigo Canabarro | 17.04.87 |  |  |
| 9  | /                                      | UNI        | Humberto Honorio  | 21.07.83 |  |  |
| 10 | /                                      | LAT        | Alex Merlim       | 15.07.86 |  |  |
| 11 | /                                      | LAT        | Mauro Canal       | 25.06.86 |  |  |
| 12 | Brasile (bandiera)                     | PIV        | Rogério           | 17.12.78 |  |  |
| 13 | Brasile (bandiera)                     | LAT        | Geison Tolotti    | 18.05.80 |  |  |
| 15 | Brasile (bandiera) · Italia (bandiera) | DIF        | Ricardo Caputo    | 15.12.81 |  |  |
| 17 | Brasile (bandiera)                     | LAT        | Gelson Saiotti    | 15.02.87 |  |  |
| 26 | Italia (bandiera)                      | POR        | Davide Putano     | 09.06.85 |  |  |
|    | Italia (bandiera)                      | Allenatore | Fulvio Colini     | 1957     |  |  |

### Under-21
| N° | Naz.               | Ruolo | Sportivo           | Anno     |  |  |
| -- | ------------------ | ----- | ------------------ | -------- |  |  |
| 2  | Italia (bandiera)  | UNI   | Guido Secchieri    | 17.05.93 |  |  |
| 4  | Italia (bandiera)  | LAT   | Michele Beltrame   | 31.07.93 |  |  |
| 13 | Italia (bandiera)  | LAT   | Francesco Buonanno | 13.07.92 |  |  |
| 16 | Italia (bandiera)  | POR   | Mattia Andretta    | 05.06.92 |  |  |
| 17 | Marocco (bandiera) | UNI   | Ayyoub Tilal       | 15.09.92 |  |  |

## Risultati

### Play-off

#### Quarti

##### Gara 1
| Arbitri: | Marco Delpiano (Cagliari) Ruggiero Chiariello (Barletta) Alessandro Ferrari (Legnano) |
| Crono:   | Marco Brasi (Seregno)                                                                 |

|              |           |                                |
| Kaká 37'15’’ | Marcatori | 17'20’’ Merlim 28'42’’ Rogério |

##### Gara 2
| Arbitri: | Pasquale Casale (Firenze) Giovanni D’Oria (Bari) Marco Cattaneo (Bergamo) |
| Crono:   | Emanuela Rea (Roma 1)                                                     |

|                                   |           |                                              |
| Merlim 26'10’’, 28’ Canal 38'49’’ | Marcatori | 27'21’’ Laion 28'53’’ Ferreira 33'31’’ Jeffe |

#### Semifinali

##### Gara 1
| Arbitri: | Fabio Gelonese (Milano) Mario Filippini (Roma 1) Francesco Nitti (Barletta) |
| Crono:   | Donato Lamanuzzi (Molfetta)                                                 |

|                                                                          |           |                                                        |
| Chaguinha 2'39’’ Murilo 27'34’’ Zanchetta 28'49’’ (t.l.) Caetano 36'41’’ | Marcatori | 9'48’’, 27'13’’ Merlim 27'48’’ Saiotti 29'51’’ Honorio |

##### Gara 2
| Arbitri: | Alessandro Malfer (Rovereto) Damiano Calaprice (Bari) Giuseppe Parente (Como) |
| Crono:   | Donato Lazzizzera (Sesto San Giovanni)                                        |

|                                                     |           |  |
| Canal 8'23’’ Saiotti 30'58’’ Pedotti 35'26’’ (rig.) | Marcatori |  |

#### Finale

##### Gara 1
| Arbitri: | Marco Vocca (Battipaglia) Nicola Manzione (Salerno) Biagio Carbone (Mestre) |
| Crono:   | Enrico De Poli (Mestre)                                                     |

|                                         |           |                                            |
| Merlim 18'34’’ B. Blanco 30'23’’ (aut.) | Marcatori | 15'54’’ Bertoni 24'34’’ Jonas 33'05’’ Nora |

##### Gara 2
| Arbitri: | Arnaldo Ciciarello (Catanzaro) Alessandro Merenda (Reggio Calabria) Francesco Cirillo (Rovereto) |
| Crono:   | Daniele Di Resta (Roma 2)                                                                        |

|                                                                        |           |                                       |
| B. Blanco 1'30’’ Jonas 9'10’’ Duarte 15'55’’, 25'00’’ Follador 38'38’’ | Marcatori | 1'40’’, 26'44’’ Canal 21'41’’ Rogério |

##### Gara 3
| Arbitri: | Angelo Galante (Ancona) Filippo Ragalà (Bologna) Leonardo Balli (Prato) |
| Crono:   | Alessandro Rafaeli (Jesi)                                               |

|                                                 |           |                              |
| Jonas 17'19’’, 38'13’’ (rig.) Ercolessi 19'26’’ | Marcatori | 16'33’’ Caputo 17'59’’ Canal |

### Coppa UEFA

#### Turno principale
| Arbitri: | Grigorij Zelencov Admir Zahovič Swen Eichler |

|                              |           |  |
| Pedotti 0'47'’ Pablo 15'20'’ | Marcatori |  |

| Egkōmī 7 settembre 2012, ore 20:00 EEST | Slov-Matic FOFO                                    | 0 – 0 (0-0) referto | Luparense | Kleistó Gymnastírio "Tassos Papadopoulos"\| Arbitri: \| Swen Eichler Francisco Peña Diaz Grigorij Zelencov \| |
| Arbitri:                                | Swen Eichler Francisco Peña Diaz Grigorij Zelencov |                     |           | |

| Arbitri: | Admir Zahovič Grigorij Zelencov Swen Eichler |

|                                                                         |           |                 |
| Merlim 12'21'’, 25'34'’ Fabiano 15'42'’ Pedotti 21'45'’ Honorio 28'58'’ | Marcatori | 20'57'’ R. Leal |

#### Turno élite
| Arbitri: | Roberto Gracia Demetris Constantinou Lukáš Peško |

|                                                                       |           |                 |
| Augusto 12'54'’, 13'19'’ Melo 35'11'’, 35'48'’, 37'42'’ Fuste 39'55'’ | Marcatori | 23'15'’ Saiotti |

| Arbitri: | Demetris Constantinou Roberto Gracia Gerald Bauernfeind |

|                               |           |                                           |
| Caputo 0'39'’ Pedotti 28'04'’ | Marcatori | 11'32'’ Nenê 33'04'’ Marinho 37'31'’ Teka |

| Arbitri: | Gerald Bauernfeind Lukáš Peško Demetris Constantinou |

|                                        |           |                               |
| Aguiar 2'48'’, 21'45'’ Garrido 36'31'’ | Marcatori | 2'22'’ Pedotti 29'49'’ Abdala |

### Coppa Italia

#### Quarti
| Arbitri: | Domenico Daidone (Trapani) Arnaldo Ciciarello (Catanzaro) Walter Mameli (Cagliari) |
| Crono:   | Giancarlo Lombardi (Roma 1)                                                        |

|                                                       |           |                      |
| Rogério 4'35’’ Canal 33'45’’, 39'54’’ Saiotti 37'57’’ | Marcatori | 5'31’’, 11'45’’ Daví |

#### Semifinale
| Arbitri: | Francesco Massini (Roma 1) Andrea Sabatini (Bologna) Alessandro Merenda (Reggio Calabria) |
| Crono:   | Matteo Cattaneo (Bergamo)                                                                 |

|                               |                      |                                          |
| Canal 04'34’’                 | Marcatori            | 26'36’’ Burato                           |
| Pedotti Honorio Canal Rogério | Tiri di rigore 3 – 2 | Júnior Bocão Calderolli Cuzzolino Burato |

#### Finale
| Arbitri: | Alessandro Malfer (Rovereto) Mauro Albertini (Ascoli Piceno) Filippo Ragalà (Bologna) |
| Crono:   | Sergio Scali (Pinerolo)                                                               |

|                  |           |                                          |
| Maurício 15'23’’ | Marcatori | 06'16’’ Honorio 28'10’’, 39'57’’ Rogério |

### Supercoppa italiana
| Arbitri: | Marco Vocca (Battipaglia) Giacomo De Varti (Foggia) Giovanni D'Oria (Bari) |
| Crono:   | Giovanni Nero (Latina)                                                     |

|                                     |                      |                             |
| Pedotti Honorio Caputo Canal Merlim | Tiri di rigore 4 – 2 | Fortino Patias Lima Vampeta |

## Statistiche

### Statistiche di squadra
| Competizione        | Punti | In casa | In casa | In casa | In casa | In trasferta | In trasferta | In trasferta | In trasferta | Totale | Totale | Totale | Totale | Totale | Totale |
| Competizione        | Punti | G       | V       | N       | P       | G            | V            | N            | P            | G      | V      | N      | P      | Gf     | Gs     |
| ------------------- | ----- | ------- | ------- | ------- | ------- | ------------ | ------------ | ------------ | ------------ | ------ | ------ | ------ | ------ | ------ | ------ |
| Campionato          | 50    | 13      | 7       | 3       | 3       | 13           | 8            | 2            | 3            | 26     | 15     | 5      | 6      | 111    | 67     |
| Play-off            | -     | 3       | 1       | 1       | 1       | 4            | 1            | 1            | 2            | 7      | 2      | 2      | 3      | 19     | 19     |
| Coppa UEFA          | -     | -       | -       | -       | -       | 6            | 2            | 1            | 3            | 6      | 2      | 1      | 3      | 12     | 13     |
| Coppa Italia        | -     | -       | -       | -       | -       | -            | -            | -            | -            | 3      | 2      | 1      | 0      | 8      | 4      |
| Supercoppa italiana | -     | 1       | 0       | 1       | 0       | -            | -            | -            | -            | 1      | 0      | 1      | 0      | 0      | 0      |
| Totale              | 50    | 17      | 8       | 5       | 4       | 23           | 11           | 4            | 8            | 43     | 21     | 10     | 12     | 150    | 103    |

### Statistiche dei giocatori
Aggiornate al 2 maggio 2013
| Giocatore              | Campionato | Campionato | Campionato | Campionato | Coppa UEFA | Coppa UEFA | Coppa UEFA | Coppa UEFA | Coppa Italia | Coppa Italia | Coppa Italia | Coppa Italia | Supercoppa Italiana | Supercoppa Italiana | Supercoppa Italiana | Supercoppa Italiana | Play-off | Play-off | Play-off | Play-off | Totale | Totale | Totale | Totale |
| Giocatore              | Pres       | Gol        | Am         | Esp        | Pres       | Gol        | Am         | Esp        | Pres         | Gol          | Am           | Esp          | Pres                | Gol                 | Am                  | Esp                 | Pres     | Gol      | Am       | Esp      | Pres   | Gol    | Am     | Esp    |
| ---------------------- | ---------- | ---------- | ---------- | ---------- | ---------- | ---------- | ---------- | ---------- | ------------ | ------------ | ------------ | ------------ | ------------------- | ------------------- | ------------------- | ------------------- | -------- | -------- | -------- | -------- | ------ | ------ | ------ | ------ |
| Davide Putano          | 25         | 0          |            |            | -          | -          | -          | -          | -            | -            | -            | -            | -                   | -                   | -                   | -                   | -        | -        | -        | -        | -      | -      | -      | -      |
| Humberto Honorio       | 23         | 17         |            |            | -          | -          | -          | -          | -            | -            | -            | -            | -                   | -                   | -                   | -                   | -        | -        | -        | -        | -      | -      | -      | -      |
| Mauro Canal            | 26         | 20         |            |            | -          | -          | -          | -          | -            | -            | -            | -            | -                   | -                   | -                   | -                   | -        | -        | -        | -        | -      | -      | -      | -      |
| Alex Merlim            | 22         | 13         |            |            | -          | -          | -          | -          | -            | -            | -            | -            | -                   | -                   | -                   | -                   | -        | -        | -        | -        | -      | -      | -      | -      |
| Andrea Bertollo        | 20         | 1          |            |            | -          | -          | -          | -          | -            | -            | -            | -            | -                   | -                   | -                   | -                   | -        | -        | -        | -        | -      | -      | -      | -      |
| Giovani Pedotti        | 23         | 11         |            |            | -          | -          | -          | -          | -            | -            | -            | -            | -                   | -                   | -                   | -                   | -        | -        | -        | -        | -      | -      | -      | -      |
| Rogério Rocha da Silva | 22         | 17         |            |            | -          | -          | -          | -          | -            | -            | -            | -            | -                   | -                   | -                   | -                   | -        | -        | -        | -        | -      | -      | -      | -      |
| Ricardo Caputo         | 18         | 6          |            |            | -          | -          | -          | -          | -            | -            | -            | -            | -                   | -                   | -                   | -                   | -        | -        | -        | -        | -      | -      | -      | -      |
| Gelson Saiotti         | 21         | 12         |            |            | -          | -          | -          | -          | -            | -            | -            | -            | -                   | -                   | -                   | -                   | -        | -        | -        | -        | -      | -      | -      | -      |
| Rodrigo Cavicchio      | 19         | 0          |            |            | -          | -          | -          | -          | -            | -            | -            | -            | -                   | -                   | -                   | -                   | -        | -        | -        | -        | -      | -      | -      | -      |
| Mattia Andreatta       | 6          | 0          |            |            | -          | -          | -          | -          | -            | -            | -            | -            | -                   | -                   | -                   | -                   | -        | -        | -        | -        | -      | -      | -      | -      |
| Geison Tolotti         | 9          | 2          |            |            | -          | -          | -          | -          | -            | -            | -            | -            | -                   | -                   | -                   | -                   | -        | -        | -        | -        | -      | -      | -      | -      |
| Francesco Buonanno     | 25         | 3          |            |            | -          | -          | -          | -          | -            | -            | -            | -            | -                   | -                   | -                   | -                   | -        | -        | -        | -        | -      | -      | -      | -      |
| Michele Beltrame       | 1          | 0          |            |            | -          | -          | -          | -          | -            | -            | -            | -            | -                   | -                   | -                   | -                   | -        | -        | -        | -        | -      | -      | -      | -      |
| Manuel Pellegrino      | 3          | 0          |            |            | -          | -          | -          | -          | -            | -            | -            | -            | -                   | -                   | -                   | -                   | -        | -        | -        | -        | -      | -      | -      | -      |
| Alessandro Bertollo    | 3          | 0          |            |            | -          | -          | -          | -          | -            | -            | -            | -            | -                   | -                   | -                   | -                   | -        | -        | -        | -        | -      | -      | -      | -      |
| Nicola Facin           | 5          | 0          |            |            | -          | -          | -          | -          | -            | -            | -            | -            | -                   | -                   | -                   | -                   | -        | -        | -        | -        | -      | -      | -      | -      |
| Daniele Favero         | 2          | 0          |            |            | -          | -          | -          | -          | -            | -            | -            | -            | -                   | -                   | -                   | -                   | -        | -        | -        | -        | -      | -      | -      | -      |
| Nicola Stragliotto     | 3          | 0          |            |            | -          | -          | -          | -          | -            | -            | -            | -            | -                   | -                   | -                   | -                   | -        | -        | -        | -        | -      | -      | -      | -      |
| Domenico Zampaglione   | 1          | 0          |            |            | -          | -          | -          | -          | -            | -            | -            | -            | -                   | -                   | -                   | -                   | -        | -        | -        | -        | -      | -      | -      | -      |
| Carlo Barone           | 2          | 0          |            |            | -          | -          | -          | -          | -            | -            | -            | -            | -                   | -                   | -                   | -                   | -        | -        | -        | -        | -      | -      | -      | -      |
| Nicolò Baron           | 3          | 1          |            |            | -          | -          | -          | -          | -            | -            | -            | -            | -                   | -                   | -                   | -                   | -        | -        | -        | -        | -      | -      | -      | -      |
| Enrico Pintin          | 1          | 0          |            |            | -          | -          | -          | -          | -            | -            | -            | -            | -                   | -                   | -                   | -                   | -        | -        | -        | -        | -      | -      | -      | -      |
| Nicolò Rigoni          | 2          | 0          |            |            | -          | -          | -          | -          | -            | -            | -            | -            | -                   | -                   | -                   | -                   | -        | -        | -        | -        | -      | -      | -      | -      |
| Marco Antonello        | 1          | 0          |            |            | -          | -          | -          | -          | -            | -            | -            | -            | -                   | -                   | -                   | -                   | -        | -        | -        | -        | -      | -      | -      | -      |
| Fabiano Assad          | 3          | 0          |            |            | -          | -          | -          | -          | -            | -            | -            | -            | -                   | -                   | -                   | -                   | -        | -        | -        | -        | -      | -      | -      | -      |
| Gonzalo Abdala         | 13         | 5          |            |            | -          | -          | -          | -          | -            | -            | -            | -            | -                   | -                   | -                   | -                   | -        | -        | -        | -        | -      | -      | -      | -      |
| Euler                  | 1          | 0          |            |            | -          | -          | -          | -          | -            | -            | -            | -            | -                   | -                   | -                   | -                   | -        | -        | -        | -        | -      | -      | -      | -      |
| Rodrigo Canabarro      | 1          | 0          |            |            | -          | -          | -          | -          | -            | -            | -            | -            | -                   | -                   | -                   | -                   | -        | -        | -        | -        | -      | -      | -      | -      |
| Guido Secchieri        | 8          | 0          |            |            | -          | -          | -          | -          | -            | -            | -            | -            | -                   | -                   | -                   | -                   | -        | -        | -        | -        | -      | -      | -      | -      |